# Egira baueri
Egira baueri là một loài bướm đêm trong họ Noctuidae.